# Ėduard Adol'fovič Penclin
Ėduard Adol'fovič Penclin (Charkiv, 16 novembre 1903 – 9 luglio 1990) è stato un regista cinematografico sovietico.

## Filmografia (parziale)

### Regista
- Istrebiteli (1939)[1]
- Tainstvennyj ostrov (1941)
- Doroga k zvёzdam (1942)[2]